# Eintracht Frankfurt 1978-1979
Questa voce raccoglie le informazioni riguardanti l'Eintracht Frankfurt nelle competizioni ufficiali della stagione 1978-1979.

## Stagione
Nella stagione 1978-1979 l'Eintracht Francoforte, allenato da Otto Knefler e Friedel Rausch, concluse il campionato di Bundesliga al 5º posto. In Coppa di Germania l'Eintracht Francoforte fu eliminato in semifinale dal Hertha Berlino.

## Rosa
| N. |                     | Ruolo | Calciatore      |
| -- | ------------------- | ----- | --------------- |
|    | Germania (bandiera) | P     | Jürgen Friedl   |
|    | Germania (bandiera) | P     | Jupp Koitka     |
|    | Germania (bandiera) | P     | Jürgen Pahl     |
|    | Germania (bandiera) | D     | Charly Körbel   |
|    | Germania (bandiera) | D     | Helmut Müller   |
|    | Germania (bandiera) | D     | Willi Neuberger |
|    | Austria (bandiera)  | D     | Bruno Pezzey    |
|    | Germania (bandiera) | D     | Peter Reichel   |
|    | Germania (bandiera) | D     | Lothar Skala    |
|    | Germania (bandiera) | D     | Wolfgang Trapp  |
|    | Germania (bandiera) | D     | Uwe Weigert     |
|    | Germania (bandiera) | C     | Dieter Allig    |

| N. |                     | Ruolo | Calciatore         |
| -- | ------------------- | ----- | ------------------ |
|    | Germania (bandiera) | C     | Michael Blättel    |
|    | Germania (bandiera) | C     | Jürgen Grabowski   |
|    | Germania (bandiera) | C     | Wolfgang Kraus     |
|    | Germania (bandiera) | C     | Werner Lorant      |
|    | Germania (bandiera) | C     | Norbert Nachtweih  |
|    | Germania (bandiera) | C     | Bernd Nickel       |
|    | Germania (bandiera) | C     | Hans-Dieter Wacker |
|    | Germania (bandiera) | A     | Ronny Borchers     |
|    | Svizzera (bandiera) | A     | Rudolf Elsener     |
|    | Germania (bandiera) | A     | Bernd Hölzenbein   |
|    | Germania (bandiera) | A     | Fred Schaub        |
|    | Germania (bandiera) | A     | Rüdiger Wenzel     |

## Organigramma societario
Area tecnica
- Allenatore: Friedel Rausch
- Allenatore in seconda: Dieter Stinka
- Preparatore dei portieri:
- Preparatori atletici:

## Calciomercato

### Sessione estiva
| Acquisti | Acquisti       | Acquisti         | Acquisti |
| R.       | Nome           | da               | Modalità |
| -------- | -------------- | ---------------- | -------- |
| A        | Rudolf Elsener | Grasshoppers     |          |
| C        | Werner Lorant  | Saarbrücken      |          |
| D        | Bruno Pezzey   | Wacker Innsbruck |          |

| Cessioni | Cessioni             | Cessioni             | Cessioni |
| R.       | Nome                 | a                    | Modalità |
| -------- | -------------------- | -------------------- | -------- |
| A        | Egon Bihn            | Wormatia Worms       |          |
| C        | Peter Krobbach       | Arminia Bielefeld    |          |
| D        | Gerd Simons          | Kickers Obertshausen |          |
| D        | Dragoslav Stepanović | Wormatia Worms       |          |
| D        | Gert Trinklein       | Kickers Offenbach    |          |
| C        | Roland Weidle        | Arminia Bielefeld    |          |
| P        | Günther Wienhold     | Friburgo             |          |

### Sessione invernale
| Acquisti | Acquisti | Acquisti | Acquisti |
| R.       | Nome     | da       | Modalità |
| -------- | -------- | -------- | -------- |

| Cessioni | Cessioni | Cessioni | Cessioni |
| R.       | Nome     | a        | Modalità |
| -------- | -------- | -------- | -------- |

## Risultati

### Bundesliga

#### Girone di andata
| Arbitro: | Horstmann |

|                                   |           |  |
| Rüssmann 6’ Fischer 23’, 68’, 88’ | Marcatori |  |

| Arbitro: | Ahlenfelder |

|                                    |           |            |
| Kraus 2’ Wenzel 14’ Hölzenbein 55’ | Marcatori | 81’ Nickel |

| Arbitro: | Luca |

|               |           |  |
| Neuberger 48’ | Marcatori |  |

| Arbitro: | Risse |

|                                         |           |               |
| Dürnberger 5’ Müller 19’ Rummenigge 29’ | Marcatori | 44’ Neuberger |

| Arbitro: | Redelfs |

|                        |           |  |
| Lorant 44’ Elsener 69’ | Marcatori |  |

| Arbitro: | Burgers |

|  |           |                           |
|  | Marcatori | 85’ Lorant 87’ Hölzenbein |

| Arbitro: | Gabor |

|                                                            |           |                         |
| Lorant 22’ (rig.), 61’ (rig.) Hölzenbein 45’ Grabowski 87’ | Marcatori | 65’ Eggert 90’ Eggeling |

| Arbitro: | Roth |

|                                    |           |             |
| Förster 77’ Volkert 81’ Hoeneß 89’ | Marcatori | 33’ Elsener |

| Arbitro: | Eschweiler |

|                          |           |                       |
| Hölzenbein 10’ Kraus 90’ | Marcatori | 22’ Beer 62’ Granitza |

| Arbitro: | Ohmsen |

|  |           |                         |
|  | Marcatori | 32’ Borchers 51’ Pezzey |

| Arbitro: | Aldinger |

|                                   |           |  |
| Borchers 18’ Grabowski 73’ (rig.) | Marcatori |  |

| Arbitro: | Waltert |

|                          |           |              |
| Meier 26’ Toppmöller 32’ | Marcatori | 15’ Borchers |

| Arbitro: | Kindervater |

|                             |           |  |
| Borchers 59’ Hölzenbein 90’ | Marcatori |  |

| Arbitro: | Hontheim |

|                                                      |           |                      |
| Seel 20’ Bommer 69’ Allofs 74’ Zimmermann 84’ (rig.) | Marcatori | 28’ Kraus 36’ Wenzel |

| Francoforte sul Meno 25 novembre 1978, ore 15:30 CET 15ª giornata | Eintracht Francoforte | 0 – 0 referto | Amburgo | Waldstadion (50 000 spett.)\| Arbitro: \| Risse \| |
| Arbitro:                                                          | Risse                 |               |         |                                                    |

| Arbitro: | Barnick |

|                                 |           |             |
| Burgsmüller 9’, 23’ Lippens 67’ | Marcatori | 59’ Elsener |

| Arbitro: | Heitmann |

|               |           |  |
| Neuberger 83’ | Marcatori |  |

#### Girone di ritorno
| Arbitro: | Linn |

|                                            |           |               |
| Lorant 56’ (rig.) Grabowski 61’ Wenzel 82’ | Marcatori | 40’ Abramczik |

| Braunschweig 13 marzo 1979, ore 20:00 CET 19ª giornata | Eintracht Braunschweig | 0 – 0 referto | Eintracht Francoforte | Stadion an der Hamburger Straße (18 000 spett.)\| Arbitro: \| Kindervater \| |
| Arbitro:                                               | Kindervater            |               |                       |                                                                              |

| Bielefeld 27 gennaio 1979, ore 15:30 CET 20ª giornata | Arminia Bielefeld | 0 – 0 referto | Eintracht Francoforte | Bielefelder Alm (21 500 spett.)\| Arbitro: \| Gabor \| |
| Arbitro:                                              | Gabor             |               |                       |                                                        |

| Arbitro: | Roth |

|                         |           |                |
| Pezzey 69’ Borchers 76’ | Marcatori | 85’ Rummenigge |

| Arbitro: | Brückner |

|              |           |                                      |
| Simonsen 34’ | Marcatori | 9’ Pezzey 17’ Hölzenbein 89’ Elsener |

| Arbitro: | Stäglich |

|                             |           |            |
| Hölzenbein 2’ Nachtweih 21’ | Marcatori | 71’ Dreßel |

| Bochum 24 marzo 1979, ore 15:30 CET 24ª giornata | Bochum  | 0 – 0 referto | Eintracht Francoforte | Stadion an der Castroper Straße (23 000 spett.)\| Arbitro: \| Niemann \| |
| Arbitro:                                         | Niemann |               |                       |                                                                          |

| Arbitro: | Burgers |

|           |           |                       |
| Kraus 90’ | Marcatori | 52’ Müller 86’ Hoeneß |

| Arbitro: | Hennig |

|                                         |           |                   |
| Krämer 28’, 63’ Agerbeck 32’ Weiner 34’ | Marcatori | 37’ (rig.) Lorant |

| Arbitro: | Quindeau |

|             |           |                                                           |
| Elsener 66’ | Marcatori | 33’ Müller 67’ (rig.) Zimmermann 85’ van Gool 89’ Willmer |

| Arbitro: | Walz |

|                   |           |  |
| Hahn 14’ Eigl 40’ | Marcatori |  |

| Arbitro: | Ahlenfelder |

|                           |           |                          |
| Grabowski 28’ Elsener 80’ | Marcatori | 15’ Toppmöller 20’ Riedl |

| Norimberga 5 maggio 1979, ore 15:30 CEST 30ª giornata | Norimberga | 0 – 0 referto | Eintracht Francoforte | Städtisches Stadion (21 000 spett.)\| Arbitro: \| Risse \| |
| Arbitro:                                              | Risse      |               |                       |                                                            |

| Arbitro: | Redelfs |

|                                         |           |                 |
| Lorant 40’ (rig.) Wenzel 60’ Schaub 90’ | Marcatori | 15’, 58’ Allofs |

| Arbitro: | Luca |

|                                              |           |  |
| Buljan 44’ Hrubesch 52’ Keegan 60’ Bertl 88’ | Marcatori |  |

| Arbitro: | Heitmann |

|                                             |           |           |
| Nickel 19’ Hölzenbein 54’ Lorant 66’ (rig.) | Marcatori | 36’ Runge |

| Arbitro: | Brückner |

|  |           |                       |
|  | Marcatori | 11’ Pezzey 33’ Schaub |

### Coppa di Germania
| Arbitro: | Teichert |

|                 |           |                       |
| Ovcharovich 24’ | Marcatori | 65’ Wenzel 86’ Nickel |

| Arbitro: | Hennig |

|                       |           |                                            |
| Dreßel 23’ Wunder 33’ | Marcatori | 66’ (rig.) Lorant 77’ Grabowski 80’ Pezzey |

| Arbitro: | Meuser |

|                                                   |           |          |
| Elsener 47’ Neuberger 64’ Wenzel 72’ Borchers 80’ | Marcatori | 81’ Ganz |

| Arbitro: | Engel |

|                  |           |                            |
| Huber 44’ (rig.) | Marcatori | 66’, 81’ Elsener 88’ Kraus |

| Arbitro: | Hontheim |

|                       |           |          |
| Müller 16’ Nickel 70’ | Marcatori | 65’ Dech |

| Arbitro: | Ahlenfelder |

|                       |           |            |
| Beer 58’ Milewski 87’ | Marcatori | 48’ Pezzey |

## Statistiche

### Statistiche di squadra
| Competizione      | Punti | In casa | In casa | In casa | In casa | In casa | In casa | In trasferta | In trasferta | In trasferta | In trasferta | In trasferta | In trasferta | Totale | Totale | Totale | Totale | Totale | Totale | DR |
| Competizione      | Punti | G       | V       | N       | P       | Gf      | Gs      | G            | V            | N            | P            | Gf           | Gs           | G      | V      | N      | P      | Gf     | Gs     | DR |
| ----------------- | ----- | ------- | ------- | ------- | ------- | ------- | ------- | ------------ | ------------ | ------------ | ------------ | ------------ | ------------ | ------ | ------ | ------ | ------ | ------ | ------ | -- |
| Bundesliga        | 39    | 17      | 12      | 3       | 2       | 34      | 19      | 17           | 4            | 4            | 9            | 16           | 30           | 34     | 16     | 7      | 11     | 50     | 49     | +1 |
| Coppa di Germania | -     | 2       | 2       | 0       | 0       | 6       | 2       | 4            | 3            | 0            | 1            | 9            | 6            | 6      | 5      | 0      | 1      | 15     | 8      | +7 |
| Totale            | 39    | 19      | 14      | 3       | 2       | 40      | 21      | 21           | 7            | 4            | 10           | 25           | 36           | 40     | 21     | 7      | 12     | 65     | 57     | +8 |

### Andamento in campionato
| Giornata  | 1  | 2  | 3 | 4  | 5  | 6 | 7 | 8 | 9 | 10 | 11 | 12 | 13 | 14 | 15 | 16 | 17 | 18 | 19 | 20 | 21 | 22 | 23 | 24 | 25 | 26 | 27 | 28 | 29 | 30 | 31 | 32 | 33 | 34 |
| --------- | -- | -- | - | -- | -- | - | - | - | - | -- | -- | -- | -- | -- | -- | -- | -- | -- | -- | -- | -- | -- | -- | -- | -- | -- | -- | -- | -- | -- | -- | -- | -- | -- |
| Luogo     | T  | C  | C | T  | C  | T | C | T | C | T  | C  | T  | C  | T  | C  | T  | C  | C  | T  | T  | C  | T  | C  | T  | C  | T  | C  | T  | C  | T  | C  | T  | C  | T  |
| Risultato | P  | V  | V | P  | V  | V | V | P | N | V  | V  | P  | V  | P  | N  | P  | V  | V  | N  | N  | V  | V  | V  | N  | P  | P  | P  | P  | N  | N  | V  | P  | V  | V  |
| Posizione | 18 | 12 | 8 | 13 | 10 | 6 | 4 | 5 | 5 | 5  | 2  | 6  | 3  | 4  | 5  | 6  | 4  | 4  | 4  | 4  | 4  | 4  | 4  | 4  | 4  | 4  | 4  | 6  | 5  | 6  | 5  | 6  | 5  | 5  |

Legenda:

Luogo: C = Casa; T = Trasferta. Risultato: V = Vittoria; N = Pareggio; P = Sconfitta.

### Statistiche dei giocatori
| Giocatore     | Bundesliga | Bundesliga | Bundesliga  | Bundesliga | Coppa di Germania | Coppa di Germania | Coppa di Germania | Coppa di Germania | Totale   | Totale | Totale      | Totale     |
| Giocatore     | Presenze   | Reti       | Ammonizioni | Espulsioni | Presenze          | Reti              | Ammonizioni       | Espulsioni        | Presenze | Reti   | Ammonizioni | Espulsioni |
| ------------- | ---------- | ---------- | ----------- | ---------- | ----------------- | ----------------- | ----------------- | ----------------- | -------- | ------ | ----------- | ---------- |
| D. Allig      | 0          | 0          | 0           | 0          | 0                 | 0                 | 0                 | 0                 | 0        | 0      | 0           | 0          |
| M. Blättel    | 0          | 0          | 0           | 0          | 0                 | 0                 | 0                 | 0                 | 0        | 0      | 0           | 0          |
| R. Borchers   | 27         | 5          | 0           | 0          | 6                 | 1                 | 0                 | 0                 | 33       | 6      | 0           | 0          |
| R. Elsener    | 33         | 6          | 3           | 0          | 6                 | 3                 | 0                 | 0                 | 39       | 9      | 3           | 0          |
| J. Friedl     | 2          | 0          | 0           | 0          | 2                 | 0                 | 0                 | 0                 | 4        | 0      | 0           | 0          |
| J. Grabowski  | 27         | 4          | 2           | 0          | 4                 | 1                 | 0                 | 0                 | 31       | 5      | 2           | 0          |
| B. Hölzenbein | 26         | 8          | 2           | 1          | 5                 | 0                 | 0                 | 0                 | 31       | 8      | 2           | 1          |
| J. Koitka     | 23         | 0          | 1           | 0          | 4                 | 0                 | 0                 | 0                 | 27       | 0      | 1           | 0          |
| W. Kraus      | 32         | 4          | 5           | 0          | 4                 | 1                 | 0                 | 0                 | 36       | 5      | 5           | 0          |
| C. Körbel     | 33         | 0          | 3           | 0          | 6                 | 0                 | 0                 | 0                 | 39       | 0      | 3           | 0          |
| W. Lorant     | 34         | 8          | 10          | 0          | 5                 | 1                 | 0                 | 0                 | 39       | 9      | 10          | 0          |
| H. Müller     | 30         | 0          | 0           | 0          | 5                 | 1                 | 0                 | 0                 | 35       | 1      | 0           | 0          |
| N. Nachtweih  | 22         | 1          | 1           | 0          | 4                 | 0                 | 0                 | 0                 | 26       | 1      | 1           | 0          |
| W. Neuberger  | 33         | 3          | 4           | 0          | 6                 | 1                 | 0                 | 0                 | 39       | 4      | 4           | 0          |
| B. Nickel     | 3          | 1          | 0           | 0          | 3                 | 2                 | 0                 | 0                 | 6        | 3      | 0           | 0          |
| J. Pahl       | 10         | 0          | 0           | 0          | 0                 | 0                 | 0                 | 0                 | 10       | 0      | 0           | 0          |
| B. Pezzey     | 32         | 4          | 5           | 0          | 5                 | 2                 | 1                 | 0                 | 37       | 6      | 6           | 0          |
| P. Reichel    | 1          | 0          | 0           | 0          | 1                 | 0                 | 0                 | 0                 | 2        | 0      | 0           | 0          |
| F. Schaub     | 10         | 2          | 0           | 0          | 1                 | 0                 | 0                 | 0                 | 11       | 2      | 0           | 0          |
| L. Skala      | 2          | 0          | 0           | 0          | 0                 | 0                 | 0                 | 0                 | 2        | 0      | 0           | 0          |
| W. Trapp      | 13         | 0          | 3           | 0          | 2                 | 0                 | 0                 | 0                 | 15       | 0      | 3           | 0          |
| H. Wacker     | 1          | 0          | 0           | 0          | 0                 | 0                 | 0                 | 0                 | 1        | 0      | 0           | 0          |
| U. Weigert    | 1          | 0          | 0           | 0          | 0                 | 0                 | 0                 | 0                 | 1        | 0      | 0           | 0          |
| R. Wenzel     | 29         | 4          | 7           | 0          | 5                 | 2                 | 0                 | 0                 | 34       | 6      | 7           | 0          |